# Giorgi Gagua
Giorgi Gagua (georgiano: გიორგი გაგუა; Tiflis, 10 de octubre de 2001) es un futbolista georgiano que juega de delantero en el F. C. DAC 1904 Dunajská Streda de la Superliga de Eslovaquia.

## Estadísticas

### Clubes
Actualizado al último partido disputado el 27 de mayo de 2023.
| Club                          | Div.          | Temporada     | Liga  | Liga  | Liga   | Copas nacionales | Copas nacionales | Copas nacionales | Copas internacionales | Copas internacionales | Copas internacionales | Total | Total | Total  |
| Club                          | Div.          | Temporada     | Part. | Goles | Asist. | Part.            | Goles            | Asist.           | Part.                 | Goles                 | Asist.                | Part. | Goles | Asist. |
| ----------------------------- | ------------- | ------------- | ----- | ----- | ------ | ---------------- | ---------------- | ---------------- | --------------------- | --------------------- | --------------------- | ----- | ----- | ------ |
| Deportivo Alavés "B" · España | 2.ª B         | 2020-21       | 25    | 6     | 2      | ―                | ―                | ―                | ―                     | ―                     | ―                     | 25    | 6     | 2      |
| Deportivo Alavés "B" · España | 5.ª           | 2021-22       | 31    | 7     | 0      | ―                | ―                | ―                | ―                     | ―                     | ―                     | 31    | 7     | 0      |
| Deportivo Alavés "B" · España | Total club    | Total club    | 56    | 13    | 2      | 0                | 0                | 0                | 0                     | 0                     | 0                     | 56    | 13    | 2      |
| Real Union Club · España      | 1.ª F         | 2022-23       | 24    | 2     | 1      | 1                | 0                | 0                | ―                     | ―                     | ―                     | 25    | 2     | 1      |
| Real Union Club · España      | Total club    | Total club    | 24    | 2     | 1      | 1                | 0                | 0                | 0                     | 0                     | 0                     | 25    | 2     | 1      |
| Total carrera                 | Total carrera | Total carrera | 80    | 15    | 3      | 1                | 0                | 0                | 0                     | 0                     | 0                     | 81    | 15    | 3      |